# Gelis avarus
Gelis avarus là một loài tò vò trong họ Ichneumonidae.